# Medveczky Balázs (közgazdász)
Medveczky Balázs (Pécs, 1969. november 15.) vállalkozásszervező közgazdász, televíziós szakember, író.

## Életpályája
Középiskolai tanulmányait a Berzsenyi Dániel Gimnáziumban végezte. 1996-2000 között a Gödöllői Agrártudományi Egyetem Kereskedelmi és Vállalkozási Akadémiáján vállalkozásszervező közgazdász szakot végzett. 2010-ben szervezés-vezetés szakos MA diplomát szerzett a Szent István egyetemen. A PHD fokozatot a Magyar Agrár- és Élettudományi Egyetem doktori iskolájában kapta meg 2022-ben.
1988-1991 között a Magyar Televízióban külsős felvételvezető volt. 1991-től 10 évig külsős gyártásvezetőként dolgozott. 2001 óta a Magyar Televízió főgyártásvezetője, a programlebonyolítási főosztály gyártási és gazdasági vezetője. 2002-2004 között koprodukciós igazgató-helyettes. 2004-2005 között a szórakoztató igazgatóság helyettes vezetője volt. 2005-2006 között a gyártásszervező egységet vezette. 2006-2007 között megbízott gyártási és műszaki igazgató. 2007-2008 között a digitális igazgatóság vezetője volt. 2008. március 3-a óta az intézmény gazdálkodásért és stratégiatervezésért felelős alelnöke. 2010 óta a Magyar Televízió vezérigazgatója volt, majd 2015 júliusától – az addig négy közszolgálati médiaszolgáltató egyesítését követően – a Duna Médiaszolgáltató televízióért felelős igazgatója. 2020-tól az MTVA Duna csatornaigazgatója. 2022-től a Duna Médiaszolgáltató Online igazgatója.
2015-17-ig választott tagja volt az Európai Műsorszolgáltatók Szövetségében (EBU) a Televíziós Bizottságnak.
2009-től választott tagja a Televíziós Művészetek és Tudományok Nemzetközi Akadémiájának, ahol rendszeresen zsűritagja a Nemzetközi Emmy-díjaknak.
2016-tól az ő felügyelete alatt vezették ki folyamatosan az Eurovíziós Dalfesztivállal való kapcsolódást A Dal című műsorból a közmédiában, mely 2020-ra egy hazai tehetségkutatóvá vált, így nem célja innentől a nemzetközi versenyre dalt keresni. Továbbá Magyarország nem is nevez indulót a versenyre 2020 óta.
2021-től a Színház- és Filmművészeti Egyetem tanára. 2022-től az egyetem adjunktusa.

## Családja
Elvált, felesége Medveczky Tünde, az ELMŰ pénzügyi osztályának vezetője volt. Két gyereke van, Medveczky Fanni és Medveczky Gergő.

## Művei
- 2006 Kettőnk könyve (regény; szatíra sci-fi fiáról, Gergőről, Miskolc: Bíbor Kiadó, 2006, ISBN 978-963-9634-35-0 )[9]
- 2014 Vigyázat, genyorok! (regény; politikai szatíra, Art Nouveau, Pécs, 2014 · ISBN 9786155104480)[10][11]
- 2016 Ecc-pecc kimehetsz (színmű; szatirikus vígjáték, Thália Színház)[12]
- 2019 Vízenjárók (regény ISBN 9786150057347)
- Ecc-pecc (tévéfilm forgatókönyv író)
- 2022 Válasszatok!  (regény ISBN 9786156094230)
- 2022 Zerkovitz úr, ébresztő! (zenés vígjáték)
- 2024 Csináljunk pártot! (regény ISBN 9786156094315)

## Gyártásvezetői munkássága
- Színházi buli (1987)
- SZUR - Itt állunk megfürödve (1991)
- Tátika (1991)
- Valentin nap (1992)
- Revü fekete fehérben (1992)
- Nosztalgia bár (1993)[13]
- TV2 kabarészínháza (1993)[14]
- Boszorkányok órája (1994)
- Táncdalfesztivál (1994)
- Gálvölgyi show (1996)
- Aranyág (1997)
- A kulcs (1998)[15]
- Gyermeknap 2005 (2005)[16]